# Robert Farle
Robert Farle (* 16. Februar 1950 in Bitz) ist ein deutscher Politiker (parteilos, zuvor AfD, DKP) und ehemaliger Parteifunktionär. Er war von 2021 bis 2025 Mitglied des Deutschen Bundestages, zunächst als Mitglied der AfD-Bundestagsfraktion, ab September 2022 als fraktionsloser Abgeordneter. Von 2016 bis 2021 war er Mitglied des Landtages von Sachsen-Anhalt und dort von November 2016 bis Juni 2021 parlamentarischer Geschäftsführer der AfD-Landtagsfraktion. Bei der Bundestagswahl 2025 wurde er nicht wiedergewählt.

## Leben
Farle studierte von 1968 bis 1974 Volks- und Betriebswirtschaftslehre an der Ruhr-Universität Bochum. Nach eigenen Angaben war er anschließend in verschiedenen Unternehmen kaufmännisch tätig. Nach dem Ende der DDR ging Farle nach Halle (Saale) und gründete dort 1990 eine Wirtschafts- und Steuerberatungsgesellschaft. Von 1999 bis 2004 absolvierte Farle zudem ein Studium der Rechtswissenschaft an der Martin-Luther-Universität Halle-Wittenberg. Nach seinem juristischen Referendariat wurde Farle 2006 als Rechtsanwalt zugelassen.
Farle ist Vorsitzender des Seesportclubs Seeburg.
Robert Farle ist geschieden, konfessionslos und Vater zweier Kinder.

## Politik

### DKP
Bis 1992 war Robert Farle 17 Jahre lang in Nordrhein-Westfalen bei der Deutschen Kommunistischen Partei (DKP) aktiv. Er war unter anderem DKP-Vorsitzender an der Ruhr-Universität Bochum und im Stadtrat in Gladbeck. In den 1980er Jahren war Farle als hauptamtlicher Funktionär im DKP-Bezirk Ruhr-Westfalen in Essen beschäftigt. Als Traditionalist bekämpfte er entschieden die Reformströmung der „Erneuerer“ in der DKP. Laut einem Bericht von T-online erhielt er jahrelang per Scheinbeschäftigung Gelder von der SED, die Erich Honecker persönlich genehmigt hatte. Nach dem Fall der Mauer und der Wiedervereinigung nutzte er demnach seine alten kommunistischen Kontakte zu geschäftlichen Zwecken.

### AfD
Im Mai 2015 trat Farle in die AfD ein. Bei der Landtagswahl in Sachsen-Anhalt 2016 erhielt er 30,1 % der Erststimmen und zog als Direktkandidat im Landtagswahlkreis Saalekreis in den Landtag von Sachsen-Anhalt ein. Zur Landtagswahl 2021 kandidierte er nicht mehr. Bei der Bundestagswahl 2021 kandidierte er für das Direktmandat im Wahlkreis Mansfeld, ohne parallel auf der Landesliste der AfD Sachsen-Anhalt zu stehen. Er gewann das Direktmandat mit 25,1 % der Erststimmen und zog somit in den 20. Deutschen Bundestag ein.
Zum 8. September 2022 trat Farle aus der AfD-Bundestagsfraktion aus und war dann fraktionsloser Abgeordneter. Zuvor soll er nach Angaben von Zeit Online im Zusammenhang mit dem russischen Überfall auf die Ukraine seinen Fraktionskollegen im Ärger um deren „einseitige Schuldzuweisungen“ an Russlands Präsident Wladimir Putin bereits mit seinem Fraktionsaustritt gedroht haben. Farle verbreitete seine Thesen am 27. August 2022 und am 12. August 2023 jeweils auf dem Sommerfest des rechtsextremen Compact-Magazin, auf dem Rittergut Nöbeditz von André Poggenburg. Nach Angaben des MDR Sachsen-Anhalt teilte der Vorsitzende von Farles Kreisverband Mansfeld-Südharz, Rene Meiß, am 9. September 2022 der Presse mit, man wolle Ordnungsmaßnahmen gegen Farle verhängen und prüfe ein Parteiausschlussverfahren, da Farle kein Interesse daran gezeigt habe, „zusammenzustehen und Einigkeit zu demonstrieren“. Am 3. November 2023 wurde bekannt, dass Farle auch aus der Partei AfD ausgetreten ist.

### Fraktionsloser Abgeordneter
Nach dem Austritt aus der AfD-Bundestagsfraktion und dem Austritt aus der Partei war Farle fraktionslos. Zur Bundestagswahl 2025 trat Farle wieder für das Direktmandat im Wahlkreis Mansfeld an, diesmal als unabhängiger Kandidat. Farle erlangte 1,9 % der Erststimmen und erhielt damit nicht das Direktmandat.

### Auftreten im Bundestag
Farle fiel in seiner Zeit als Abgeordneter insbesondere durch vermehrtes Überziehen seiner Redezeit auf, wodurch ihm durch das amtierende Präsidium wiederholt das Wort entzogen werden musste. Auch nach dem Stummschalten des Mikrofons durch das Präsidium blieb er öfter noch am Pult stehen, um seine Ausführungen zu beenden.

## Verschwörungstheorien
Im Januar 2021 propagierte Farle in einer Landtagssitzung die Verschwörungstheorie, die Corona-Pandemie sei nur erfunden worden, damit es bei der Bundestagswahl 2021 in Sachsen-Anhalt zu einem Betrug durch Fälschung der dann überdurchschnittlich hohen Briefwahl kommen könne. Während der Pandemie sprach er von einer „Corona-Diktatur“ und verbreitete wiederholt Verschwörungstheorien. Schon im April 2020 verbreitete Farle Mythen über „Multimilliardäre“, die die Menschen zu „Versuchskaninchen“ machen und „versuchen würden, uns auch noch über die Handy-Apps auszuspionieren“.
Im Jahr 2022 behauptete Farle, dass die „Medienmacher, die in den letzten zwei Jahren eine Angst-, Panikmache betrieben“ hätten, die Menschen „jetzt in einen Konflikt mit Russland aufhetzen“ wollten. In einer Rede zur Aktuellen Stunde im Bundestag vom 10. Mai 2023 behauptete Farle: „Die Grüne Partei ist eine gesteuerte Partei aus den USA, um unsere Wirtschaft zu zerstören.“ Ebenfalls während einer Rede im Bundestag behauptete er, der ukrainische Präsident Selenskyj sei ein Diktator, der von den Vereinigten Staaten damit beauftragt sei, in Russland einen Regimewechsel herbeizuführen.

## Nebenverdienste als Abgeordneter
Mit Nebeneinkünften von rund 418.000 Euro (brutto) seit Beginn der 20. Legislaturperiode im September 2021 stand Robert Farle in der Liste der Topverdiener des Deutschen Bundestages auf Platz 6. Die Nebeneinkünfte bezog Farle als Geschäftsführer von drei Steuerkanzleien.
Allein 220.000 Euro bezog Farle aus der Gewinnausschüttung der FSW Wirtschaftsberatungs- und Steuerberatungsgesellschaft mit Sitz in Halle (Saale). Hinzu kamen insgesamt 130.000 Euro Gewinnausschüttungen von der Marcks & Partner Steuerberatungsgesellschaft in Eisleben.

## Video
- Der absurdeste Politiker im Bundestag DIE DA OBEN! 22. August 2024

## Schriften
- mit Peter Schöttler: Chinas Weg. Marxismus oder Maoismus. Verlag der Marxistischen Blätter, Frankfurt am Main 1969.